# 电信科学技术研究院第一研究所
电信科学技术第一研究所成立于1957年。1988年研制中国第一台“DS-2000程控数字市话交换机”。同时也是中国第一套无线寻呼系统基站设备、卫星通信地球站、GSM数字移动通信系统的诞生地。华为上海研究所就设在一所附近。

## 历史
1957年3月13日，中华人民共和国邮电部批准成立上海电信研究所。

## 产品与服务
- 移动通信技术
- 程控数字交换技术
- 卫星通信技术

## 历任领导
- 李渊
- 唐如安
- 刘东东
- 陈琦
- 范嗣廉